# Condado de Berkshire
El condado de Berkshire (Berkshire County en inglés), fundado en 1685, es uno de los catorce condados del estado estadounidense de Massachusetts. En el 2000 el condado tenía una población de 134.953 habitantes. La sede del condado es Pittsfield.

## Geografía
Según la Oficina del Censo, el condado tiene un área total de 2451 km², de la cual 2412 km² es tierra y 39 km² (1,58%) es agua.

## Demografía

Pirámide de edad en el condado

En el censo de 2000, hubo 134.953 personas, 56.006 hogares, y 35.115 familias residiendo en el condado. La densidad poblacional era de 56 personas por kilómetro cuadrado. En el 2000 había 66.301 unidades unifamiliares en una densidad de 27 km². La demografía del condado era de 95,02% blancos, 1,99% afroamericanos, 0,15% amerindios, 0,99% asiáticos, 0,04% isleños del Pacífico, 0.59% de otras razas y 1,23% de dos o más razas. 1,69% de la población era de origen hispano o latino de cualquier raza. 94,1% de la población hablaba inglés, 1,6% español en casa como lengua materna. 
La renta per cápita promedia del condado era de $39.047, y el ingreso promedio para una familia era de $50.162. En 2000 los hombres tenían un ingreso per cápita de $36.692 frente a $26.504 para las mujeres. El ingreso per cápita para el condado era de $21.807 y el 9,50% de la población estaba bajo el umbral de pobreza nacional.